# Sportman van het jaar (Jamaica)
De titel Sportman van het jaar wordt sinds 1961 jaarlijks toegekend aan een Jamaicaanse sporter. De verkiezing wordt georganiseerd door de Carreras Sports Foundation.

## Winnaars
| Jaar | Winnaar           |
| ---- | ----------------- |
| 1961 | George Grant      |
| 1962 | George Kerr       |
| 1963 | Noel Douglas      |
| 1964 | Percy Hayles      |
| 1965 | Phillip Alexander |
| 1966 | Jackie Hendricks  |
| 1967 | Octavius Morgan   |
| 1968 | Orville Haslam    |
| 1969 | Paul Nash         |
| 1970 | Don Quarrie       |
| 1971 | Don Quarrie       |
| 1972 | Lawrence Rowe     |
| 1973 | Maurice Foster    |
| 1974 | Lawrence Rowe     |
| 1975 | Don Quarrie       |
| 1976 | Don Quarrie       |
| 1977 | Don Quarrie       |
| 1978 | Mike McCallum     |
| 1979 | David Weller      |

| Jaar | Winnaar           |
| ---- | ----------------- |
| 1980 | David Weller      |
| 1981 | Bert Cameron      |
| 1982 | Bert Cameron      |
| 1983 | Bert Cameron      |
| 1984 | Mike McCallum     |
| 1985 | Mike McCallum     |
| 1986 | Mike McCallum     |
| 1987 | Mike McCallum     |
| 1988 | Jeff Dujon        |
| 1989 | Mike McCallum     |
| 1990 | Mike McCallum     |
| 1991 | Patrick Patterson |
| 1992 | Winthrop Graham   |
| 1993 | Winthrop Graham   |
| 1994 | James Adams       |
| 1995 | James Beckford    |
| 1996 | James Beckford    |
| 1997 | Deon Burton       |
| 1998 | Courtney Walsh    |

| Jaar | Winnaar              |
| ---- | -------------------- |
| 1999 | Courtney Walsh       |
| 2000 | Courtney Walsh       |
| 2001 | Christopher Williams |
| 2002 | Michael Blackwood    |
| 2003 | James Beckford       |
| 2004 | Danny McFarlane      |
| 2005 | Asafa Powell         |
| 2006 | Asafa Powell         |
| 2007 | Asafa Powell         |
| 2008 | Usain Bolt           |
| 2009 | Usain Bolt           |
| 2010 | Christopher Gayle    |
| 2011 | Usain Bolt           |
| 2012 | Usain Bolt           |
| 2013 | Usain Bolt           |
| 2014 | Nicholas Walters     |
| 2015 | Usain Bolt           |
| 2016 | Usain Bolt           |
| 2017 | Omar McLeod          |
| 2018 | Fedrick Dacres       |
| 2019 | Tajay Gayle          |